# Tor-ramdisk
 (décembre 2015).
Si vous disposez d'ouvrages ou d'articles de référence ou si vous connaissez des sites web de qualité traitant du thème abordé ici, merci de compléter l'article en donnant les références utiles à sa vérifiabilité et en les liant à la section « Notes et références ».
Tor-ramdisk est une micro distribution Linux pour l'architecture i686, basée sur la uClibc, dont le but est de faire tourner un relais Tor en maximisant la sécurité et la confidentialité. Elle fut créée en 2007 en réaction à l’arrestation d'un administrateur de relais Tor en Allemagne.
La sécurité de Tor-ramdisk repose en partie sur l'utilisation de grsecurity et d'un noyau le plus petit possible, afin de réduire la surface d'attaque, mais également sur des options de compilation visant à renforcer les protections logicielles. La confidentialité quant à elle s'appuie sur une désactivation systématique des historiques, si bien que même l'administrateur a accès à très peu d'informations. De plus, le fait que l'intégralité du système soit chargé en RAM permet au système de ne pas laisser de traces après un redémarrage.